# Fuchsleber
Fuchsleber ist die Leber des Rotfuchses. Ihr wurden in der traditionellen Medizin heilende Wirkungen zugeschrieben.
Bei Plinius (in Naturalis historia) und Marcellus kommt getrocknete und geriebene Fuchsleber ebenso wie Fuchslunge (Pulmo vulpis) als Heilmittel gegen die Tuberkulose vor. Noch in der Oeconomischen Encyclopädie wird ihr eine solche Wirkung zugeschrieben.
Im 19. Jahrhundert galt Fuchsleber in Deutschland noch als Brechmittel, ebenso wie sie in der Volksheilkunde des Orients eine solche Anwendung fand.